# Thesium fallax
Thesium fallax är en sandelträdsväxtart som beskrevs av Schlechter. Thesium fallax ingår i släktet spindelörter, och familjen sandelträdsväxter. Inga underarter finns listade i Catalogue of Life.